# ابن سینا و موسیقی
حسین ابن سینا ابن عبدالله معروف به ابن سینا دانشمند، فیلسوف و پزشک بزرگ ایرانی در قرن چهار و پنجم هجری قمری از بزرگان و علمای موسیقیدان زمان خود بوده است. او مباحث اصلی موسیقی را با نهایت دقت تشریح نموده و در این مباحث پیرو فارابی است، عقاید او را تشریح می‌کند و در بسیاری موارد دارای ابداعات و ابتکار است.
ابن سینا در تالیفات موسیقی خود در جستارهای گوناگون وارد شده و آن‌ها را مختصر، مفید و با دلایل منطقی بیان کرده که نه تنها به اصول فیزیکی و ریاضی تکیه می‌کند بلکه دامنه بحث را به فلسفه و علم‌النفس نیز می‌کشاند.

## تالیفات موسیقی ابن سینا
ابن سینا سه کتاب موسیقی دو عدد به زبان عربی و یکی به زبان فارسی دارد که از همه مبسوط تر و مهم‌تر بیست هزار کلمه از فصل دوازدهم از بخش ریاضی کتاب الشفا و بعدی سه هزار کلمه در کتاب النجات است که خلاصه‌ای از همان کتاب شفا است و سومی به فارسی در کتاب دانش‌نامه که خلاصه‌ای از کتاب النجات است.
از کتاب دانشنامه دو نسخه خطی در موزه بریتانیا است و از «شفا» هفده نسخه خطی به این قرار موجود است: یکی در کتابخانه سپهسالار، دو نسخه در کتابخانه مجلس، یک نسخه در کتابخانه حاج سید نصرالله تقوی، دو نسخه در کتابخانه مشکوه، یکی در کتابخانه استان رضوی، دو نسخه در کتابخانه بودلیان آکسفورد، یک نسخه در مکتب هندی لندن، یک نسخه دیگر در جامعه لید در هند، یک نسخه در کتابخانه جون رایلندز در منچستر، دو نسخه در کتابخانه مصری در قاهره، یک نسخه در کتابخانه جمعیه الملکیه السیویه در لندن و بالاخره یکی هم در کتابخانه اوبسالا در سوئد.
موسیقی شفای ابن سینا: این کتاب شامل شش بخش به قرار زیر است:
بخش اول
۵ فصل به این ترتیب:
1. مقدمه دربارهٔ روش تحقیق و تعریف صدا
2. تعریف موسیقی و علل ایجاد صوت و زیر و بمی و علل آن
3. شناسایی ابعاد موسیقی
4. ابعاد ملایم مرتبه اول
5. ابعاد ملایم مرتبه دوم

بخش دوم
۲ فصل به این ترتیب:
1. جمع و تفریق اعداد
2. مضاعف و نصف کردن ابعاد

بخش سوم
۳ فصل به این ترتیب:
1. راجع به اجناس
2. شماره اجناس
3. اجناس قوی

بخش چهارم
۲ فصل به این ترتیب:
1. جمع یا دستگاه
2. ایجاد آهنگ از نت‌های موسیقی

بخش پنجم
۵ فصل به این ترتیب:
1. نت‌های موسیقی
2. علم اوزان
3. وزن خوانی
4. اوزان چهار تایی و پنج تایی و شش تایی و اوزان معمولی
5. شعر و اوزان شعری

بخش ششم
۲ فصل به این ترتیب:
1. ترکیب یا تألیف آهنگ
2. اسباب‌های موسیقی

## مفاهیم موسیقی از نظر او
تعریف موسیقی: " موسیقی یکی از علوم ریاضی است که منظور آن مطالعه صداهای موسیقی و بحث در ملایمت و عدم ملایمت و همچنین کشش آن‌ها و قواعد ساختن قطعات آن است؛ بنابراین علم موسیقی شامل دو بخش است و علم ترکیب نغمات مربوط به صداهای موسیقی و علم اوزان مربوط به زمانهایی که صداهای یک نغمه را از یکدیگر جدا می‌نماید. پایه این دو قسمت بر اصولی استوار است از علومی خارج از موسیقی اخذ می‌شوند که بعضی از این اصول از ریاضی و بعضی دیگر از فیزیک و علوم طبیعی و برخی از هندسه گرفته می‌شوند. "
تعریف صدا: " می‌گویم صدا یکی از پدیده‌های خارجی است که حواس ما درک می‌کند و احساس آن ممکن است خوشایند باشد و در این مورد صفتی از صدا در نظرم است که آن را به گوش مطبوع یا نامطبوع می‌کند و نه اثری که در نتیجه شدت غیرعادی آن حاصل می‌شود و تنها خاصیتی از اجسام مادی است که در همه امتدادها ظهور می‌کند. "
قوانین ارتعاش: " در شرح علل زیری و بمی صدا، قوانین ارتعاش را در اجسام روشن می‌سازد، علل زیری و بمی صدا عبارت‌اند از: اتصال شدید ذرات جسم و سختی آن (معرف به قابلیت ارتجاع) و کوچکی ابعاد آن و زیادی نیروی کشش درجه زیری و بمی با زیاد و کم شدن علل ان بستگی دارد و مثلاً" تاری با کشش ثابت با تغییر طول، صداهایی با زیری و بمی متفاوت ایجاد می‌کند و هر چه طویل تر باشد صدا بم تر است. "
تعیین به عدد و صدا: " این مورد با اندازه‌گیری مقادیر خواصی که به ان اشاره شد میسر است و همچنین مقایسه مقادیر خواص مشابه آن انجام می‌شود (یعنی از میان مولفه‌های مؤثر، همه بجز یکی ثابت اند) که این بیان در حقیقت راهی برای یافتن قوانین ارتعاشی سیم‌ها در فیزیک کلاسیک است. "
شناسایی ابعاد: " هر گاه بعدی در نظر گرفته شود ممکن است اختلاف دو صدا آنچنان باشد که یکدیگر را برانند و به زحمت مجتمع شوند یا به هم بپیوندند و هم را نرانند که در این حالت بعد را ملایم و در حالت اول ناملایم گویند؛ لذا اختلافی که سبب ملایمت شده با اختلافی که موجب عدم ملایمت می‌شود فرق دارد و هر گاه بین دو صدا یک بعد شباهتی باشد، ملایمت مسلم است. "
درجه ملایمت ابعاد: ابعاد ملایم (consonant) و غیر ملایم (dissonant) را با نسبت‌های مشخص معرفی می‌کند. ابعاد ملایم را آنهایی می‌داند که صداهای آن بالفعل یا بالقوه مشابه باشند آنهایی که بالفعل مشابه‌اند که با نسبت‌هایی از اکتاو معرفی شوند و آنهایی بالقوه مشابه‌اند که نسبتهایی به صورت یا به اصطلاح (superpariels) باشند.
جمع و تفریق ابعاد: در این مورد به پیروی از روش فارابی ضرب و تقسیم نسبت‌های معرف آن‌ها را به کار می‌برد و این عمل در حقیقت مبدأ اختراع لگاریتم است.
ملودی و هارمونی: در تقسیم اجناس اهمیت مخصوصی به جنس قوی مرکب از دو پرده ۹ تقسیم به ۸ و بقیه ۲۵۶ تقسیم به ۲۳۴ از نیم پرده می‌دهد و مخصوصاً گوشزد می‌کند که ۲۵۶:۲۳۴ از نیم پرده کمتر است وبا وجود اینکه این بعد به خودی خود جز ابعاد غیر ملایم است (که ان را با عنوان مقدمه‌ای بر فیزیک فاصله‌های مطبوع و نامطبوع به‌طور کامل شرح دادیم) ولی وجود آن در دنباله دو بعد ملایم مطبوع است چنان‌که می‌دانیم این جنس معرف گام ماهور ایرانی و ماژور موسیقی غربی است (هر چند این دو با هم فرق دارند). همچنین بین اجناس ملایم تر آن‌ها را از نوعی می‌دانند که ابعاد آن به ترتیب ۱۰ به ۹ و ۹ به ۸ و ۱۶ به ۱۵ باشد و چنان‌که مشهود است گام هارمونی از فواصل فوق ساخته می‌شود.
هارمونی: ابن سینا وجود هارمونی را به معنای امروزی می‌دانسته "صداها ممکن است با هم یا پی در پی نواخته شوند چنان‌که می‌دانیم برای ساختن آهنگ صداهایی به کار می‌روند که پی در پی دنبال هم واقع شوند، وقتی چندین صدا با هم نواخته شوند در حکم یک صدا می‌گردند ولی چنان‌که اختلاط آنها با اصول صحیح باشد باعث تقویت ملودی می‌گردد.